# Ведр
Ведр (Вездре, Везер, Весдр; нидерл. Vesder, фр. Vesdre, нем. Weser) — река в Бельгии и Германии. В основном течёт на запад по территории бельгийской провинции Льеж в северо-восточной части Валлонии. Правый приток нижнего течения Урта.
Длина реки составляет 72,4 км. Площадь водосборного бассейна — 702 км². Расход воды от 4 м³/с до 120 м³/с.
Ведр начинается на плато Высокий Фенн в восточной части Арденн, на территории коммуны Эйпен. Небольшой участок верхнего течения находится на территории общины Рётген в Германии. Впадает в Урт на высоте 64 м над уровнем моря в городе Льеж.